# De geschiedenis van mijn seksualiteit
De geschiedenis van mijn seksualiteit is de autobiografische debuutroman van de Nederlandse schrijver Tobi Lakmaker. Het boek verscheen op 1 februari 2021 en werd uitgegeven door Das Mag. Het is vertaald in veertien talen, waaronder het Engels, Duits, Italiaans, Noors, Zweeds, Bulgaars en Servisch. In april 2021 werden de filmrechten van de roman verkocht aan Man Up, het productiehuis van Carice van Houten en Halina Reijn.
In het boek staat de jonge Sofie centraal, die bezig is met de eigen identiteit - meisje of meer jongen, zelfbeeld en seksuele voorkeur. Ontmaagding, relaties en de dood van de Lakmakers moeder komen in het boek aan bod. Het boek kan daarom als deel worden gezien van het genre autofictie.

## Titelverklaring
De titel is een verwijzing naar De geschiedenis van de seksualiteit van Michel Foucault, waar Lakmaker zich in heeft verdiept bij zijn studie filosofie (wijsbegeerte).

## Indeling
De roman is opgedeeld in vier delen:
1. De proloog
2. I. De geschiedenis van mijn seksualiteit
3. II. De geschiedenis van mijn ongelijk
4. III. Elias Welverloren

## Receptie
Het boek werd lovend ontvangen. Zo stond het in 2021 in de Boeken Top Tien Fictie van Scheltema en ontving het boek vijf sterren van NRC. De geschiedenis van mijn seksualiteit werd genomineerd voor onder andere de Boekenbon Literatuurprijs, de Anton Wachterprijs, De Boon en De Bronzen Uil. Met het boek was Lakmaker de eerste winnaar van de Hans Vervoort-prijs, voor proza van 'neerslachtige en toch opbeurende aard'.